# Élections régionales de 2020 dans les Açores
Les élections régionales de 2020 (en portugais : Eleições legislativas regionais nos Açores em 2020) se sont déroulées le 25 octobre 2020 dans les Açores afin d'élire les 57 députés de l'Assemblée législative.
À la suite de ces élections, le Parti socialiste perd sa majorité absolue mais reste la première force politique de la région avec 39 % des voix.
Le parti social-démocrate, de centre-droit, est en légère hausse avec 34 % des suffrages et le parti nationaliste Chega remporte ses deux premiers représentants dans l'Assemblée avec 5 % des voix.
Les forces politiques à la droite du centre remportent 29 députés tandis que la gauche en remporte vingt-huit, ce qui présage une difficile formation gouvernementale.
Le 24 novembre, un nouveau gouvernement composé du PSD, du CDS-PP et du PPM est formé avec le soutien parlementaire de Chega et de l'Initiative Libérale, marquant ainsi la première alternance politique de l'archipel depuis les élections de 1996.

## Contexte

### Pandémie de Covid-19 au Portugal
Le Portugal est touché par la pandémie de COVID-19 et fait face à une deuxième vague. Au 25 octobre 2020, 116 868 infections et 2316 décès sont rencensés sur le territoire national.

## Résultats
|                          |                                                         |         |       |      |        |               |
| Partis                   | Partis                                                  | Voix    | %     | +/-  | Sièges | +/-           |
|                          | Parti socialiste (PS)                                   | 40 701  | 39,13 | 7,30 | 25     | 5             |
|                          | Parti social-démocrate (PPD/PSD)                        | 35 091  | 33,74 | 2,85 | 21     | 2             |
|                          | CDS – Parti populaire (CDS-PP)                          | 5 734   | 5,51  | 1,65 | 3      | 1             |
|                          | Chega (CH)                                              | 5 260   | 5,06  | Nv.  | 2      | 2             |
|                          | Bloc de gauche (BE)                                     | 3 962   | 3,81  | 0,15 | 2      | en stagnation |
|                          | Parti populaire monarchiste (PPM)                       | 2 431   | 2,34  | 1,41 | 1      | en stagnation |
|                          | Initiative libérale (IL)                                | 2 012   | 1,93  | Nv.  | 1      | 1             |
|                          | Personnes–Animaux–Nature (PAN)                          | 2 004   | 1,93  | 0,50 | 1      | 1             |
|                          | Coalition démocratique unitaire (CDU)                   | 1 745   | 1,68  | 0,93 | 0      | 1             |
|                          | Alliance (A)                                            | 422     | 0,41  | Nv.  | 0      | en stagnation |
|                          | LIBRE (L)                                               | 362     | 0,35  | 0,11 | 0      | en stagnation |
|                          | Parti de la Terre (MPT)                                 | 157     | 0,15  | 0,22 | 0      | en stagnation |
|                          | Parti communiste des travailleurs portugais (PCTP/MRPP) | 144     | 0,14  | 0,18 | 0      | en stagnation |
|                          | Plus Corvo (MC)                                         | 115     | 0,11  | Nv.  | 1      | 1             |
|                          |                                                         |         |       |      |        |               |
| Suffrages exprimés       | Suffrages exprimés                                      | 100 140 | 96,28 |      |        |               |
| Votes blancs             | Votes blancs                                            | 2 618   | 2,52  |      |        |               |
| Votes invalides          | Votes invalides                                         | 1 251   | 1,20  |      |        |               |
| Total                    | Total                                                   | 104 009 | 100   | -    | 57     | en stagnation |
| Abstentions              | Abstentions                                             | 124 993 | 54,58 |      |        |               |
| Inscrits / participation | Inscrits / participation                                | 229 002 | 45,42 |      |        |               |